# Levi Miller
Levi Miller (Brisbane, 2002. szeptember 30. –) ausztrál színész, modell.
Ismertebb szereplései voltak a Pán (2015), a Reszkessetek, bébiszitterek (2016) és az Időcsavar (2018) című filmekben.

## Filmográfia

### Film
| Év   | Magyar cím                  | Eredeti cím                  | Szerep                    | Magyar hang         |
| ---- | --------------------------- | ---------------------------- | ------------------------- | ------------------- |
| 2010 |                             | Akiva (rövidfilm)            | Lavi                      |                     |
| 2011 |                             | A Heartbeat Away             | horgászó fiú              |                     |
| 2012 |                             | Great Adventures (rövidfilm) | Billy fiatalon            |                     |
| 2015 | Pán                         | Pan                          | Pán Péter                 | Straub Martin       |
| 2016 | Reszkessetek, bébiszitterek | Better Watch Out             | Luke Lerner               | Gáll Dávid          |
| 2016 | Vörös kutya: A kezdetek     | Red Dog: True Blue           | Mick                      | Pál Dániel Máté     |
| 2017 | Jasper Jones                | Jasper Jones                 | Charlie Bucktin           | Nagy Gereben        |
| 2018 | Időcsavar                   | A Wrinkle in Time            | Calvin O'Keefe            | Straub Norbert      |
| 2019 |                             | American Exit                | Leo                       |                     |
| 2021 |                             | Streamline                   | Benjamin Lane             |                     |
| 2024 |                             | Before Dawn                  | Jim Collins               |                     |
| 2024 | Kraven, a vadász            | Kraven the Hunter            | Szergej Kravinov fiatalon | Katona Péter Dániel |

### Televízió
| Év   | Magyar cím               | Eredeti cím | Szerep                        | Megjegyzések |
| ---- | ------------------------ | ----------- | ----------------------------- | ------------ |
| 2011 | Terra Nova – Az új világ | Terra Nova  | Philbrick tábornok gyerekként | 1 epizód     |
| 2015 | Supergirl                | Supergirl   | Carter Grant                  | 1 epizód     |

## Díjak és jelölések
| Év   | Díj                 | Kategória                                             | Jelölt mű                          | Eredmény |
| ---- | ------------------- | ----------------------------------------------------- | ---------------------------------- | -------- |
| 2016 | Monster Fest        | Legjobb filmes alakítás (férfi)                       | Reszkessetek, bébiszitterek (2016) | Elnyerte |
| 2016 | Young Artist Awards | Legjobb filmes alakítás - fiatal színész (11-13 éves) | Pán (2015)                         | Jelölve  |
| 2017 | FrightFest          | Legjobb színész                                       | Reszkessetek, bébiszitterek (2016) | Elnyerte |

## Fordítás
- Ez a szócikk részben vagy egészben  a   Levi Miller című angol Wikipédia-szócikk fordításán alapul.  Az eredeti cikk szerkesztőit annak laptörténete sorolja fel. Ez a jelzés csupán a megfogalmazás eredetét és a szerzői jogokat jelzi, nem szolgál a cikkben szereplő információk forrásmegjelöléseként.